# Helen Reilly
Helen Reilly (New York, 1891 – 1962) è stata una scrittrice statunitense di romanzi polizieschi.

## Biografia
Nata da una famiglia benestante, iniziò a scrivere gialli su suggerimento di un amico di famiglia, lo scrittore William McFee. La Reilly divenne nota per i romanzi aventi come protagonista l'ispettore scozzese Christopher McKee. Tra questi, il romanzo che la consacrò al successo fu McKee of Centre Street (1934). In tutto, la Reilly scrisse 38 romanzi, di cui 3 pubblicati con lo pseudonimo di Kieran Abbey. Nel 1953 fu presidente dei Mystery Writers of America. La Reilly ebbe inoltre quattro figlie, due delle quali (Mary McMullen e Ursula Curtiss) sono divenute anch'esse note scrittrici di romanzi gialli.

## Opere

### Serie con l'ispettore McKee
- The Diamond Feather (1930)
- Murder in the Mews (1931)
- McKee of Centre Street (1933)
- The Line Up (1934)
- Dead Man Control (1936)
  - Il segreto del milionario, I libri gialli Mondadori n. 250, 1941[1]
  - Il segreto del milionario, I classici del giallo Mondadori n. 1381, febbraio 2016
- Mister Smith's Hat (1936)
- All Concerned Notified (1939), edito in Italia con il titolo Nido di vipere, Il romanzo giallo n. 36, 1984[1]
- Death for a Ducat (1939)
- The Dead Can Tell (1940)
- Death Demands an Audience (1940)
- Murder in Shinbone Alley (1940), edito in Italia con il titolo Non era una colomba, Il Giallo Mondadori n. 1480, 1977[1]
- Mourned On Sunday (1941)
- Three Women in Black (1941), edito in Italia con il titolo Tre donne in abito da sera, I Bassotti n. 44, 2007[1]
- Name Your Poison (1942)
- The Dead Can Tell (1943)
- The Opening Door (1944), edito in Italia con il titolo Tintura di odio, I gialli americani n. 4, 1978[1]; ripubblicato come La porta socchiusa, I Bassotti n. 82, 2010[1]
- Murder on Angler's Island (1945)
- The Silver Leopard (1946)
- The Farm-House (1947)
- Staircase Four (1950)
- Murder at Arroways (1952), edito in Italia con il titolo Opere di male, Il Giallo Mondadori n. 335, 1955[1]
- The Double Man (1953), edito in Italia con il titolo La maschera dell'odio, Il Giallo Mondadori n. 290, 1954[1]
- The Velvet Hand (1953), edito in Italia con il titolo La mano di velluto, Il Giallo Mondadori n. 311, 1955[1]
- Lament for the Bride (1954), edito in Italia con il titolo Pietà per la sposa, Il Giallo Mondadori n. 195, 1952[1]
- Tell Her It's Murder (1954)
- The Canvas Dagger (1956), edito in Italia con il titolo Serenata per chi muore  La Tecnografica,  I gialli segreti n. 50, 1962
- Ding Dong Bell (1958)
- Not Me, Inspector (1959), edito in Italia con il titolo Io no, ispettore, Serie Gialla Garzanti n. 184, 1960[1]
- Follow me (1960)
- Certain Sleep (1962)
- The Day She Died (1962), edito in Italia con il titolo Il giorno in cui Veronica morì, Serie Gialla Garzanti n. 249, 1963[1]

### Altri romanzi
- The Thirty-first Bullfinch (1930)
- Man with the Painted Head (1931)
- The Doll's Trunk Murder (1932)
- The File on Rufus Ray (1937)
- Run with the Hare (1941) (scritto con lo pseudonimo Kieran Abbey)
- And Let the Coffin Pass (1942) (scritto con lo pseudonimo Kieran Abbey)
- Beyond the Dark (1944) (scritto con lo pseudonimo Kieran Abbey)